# Takaharu Nakai
Takaharu Nakai (jap. 中井孝治 Nakai Takaharu; ur. 10 marca 1984 w Kutchan) – japoński snowboardzista. Zajął 5. miejsce w halfpipe’ie na igrzyskach w Salt Lake City. Jego najlepszym wynikiem na mistrzostwach świata jest 8. miejsce w halfpipe’ie na mistrzostwach w Whistler. Najlepsze wyniki w Pucharze Świata osiągnął w sezonie 2003/2004, kiedy to zajął 10. miejsce w klasyfikacji halfpipe’a.
W 2006 r. zakończył karierę.

## Sukcesy

### Igrzyska olimpijskie
| Miejsce | Dzień     | Rok  | Miejscowość    | Konkurencja | Zwycięzca   |
| ------- | --------- | ---- | -------------- | ----------- | ----------- |
| 5.      | 11 lutego | 2002 | Salt Lake City | Halfpipe    | Ross Powers |
| 14.     | 12 lutego | 2006 | Turyn          | Halfpipe    | Shaun White |

### Mistrzostwa Świata
| Miejsce | Dzień       | Rok  | Miejscowość          | Konkurencja | Zwycięzca        |
| ------- | ----------- | ---- | -------------------- | ----------- | ---------------- |
| 57.     | 27 stycznia | 2001 | Madonna di Campiglio | Halfpipe    | Kim Christiansen |
| 45.     | 17 stycznia | 2003 | Kreischberg          | Halfpipe    | Markus Keller    |
| 12.     | 18 stycznia | 2003 | Kreischberg          | Big Air     | Risto Mattila    |
| 8.      | 22 stycznia | 2005 | Whistler             | Halfpipe    | Antti Autti      |

### Puchar Świata

#### Miejsca w klasyfikacji generalnej
- 2000/2001 - 50.
- 2001/2002 - -
- 2002/2003 - -
- 2003/2004 - -
- 2004/2005 - -
- 2005/2006 - 183.

#### Miejsca na podium
1. Whistler – 10 grudnia 2000 (halfpipe) - 3. miejsce
2. Ruka – 16 marca 2001 (halfpipe) - 3. miejsce
3. Sapporo – 3 marca 2002 (halfpipe) - 2. miejsce
4. Whistler – 13 grudnia 2003 (halfpipe) - 1. miejsce